# Дом инвалидов

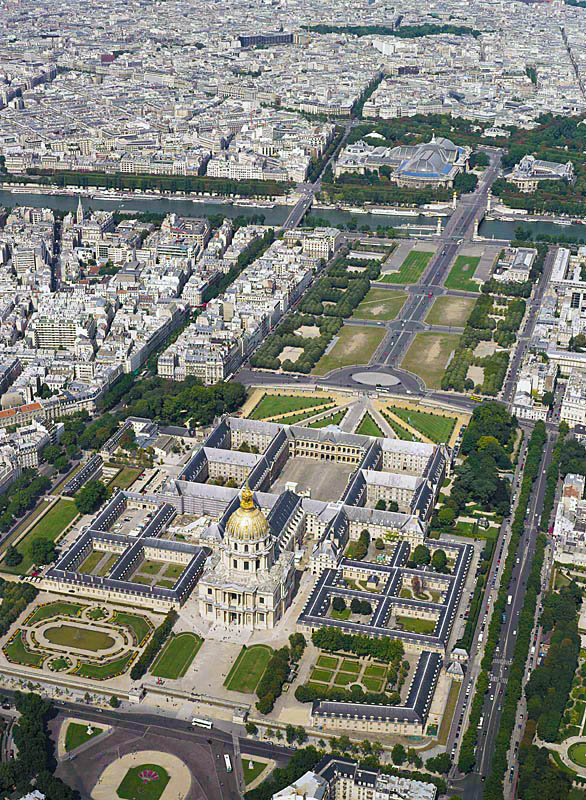
Вид на Дом инвалидов с высоты птичьего полёта

Дворец инвалидов (фр. Hôtel des Invalides) в Париже — архитектурный памятник, строительство которого было начато по приказу Людовика XIV от 24 февраля 1670 года как дом призрения заслуженных армейских ветеранов («инвалидов войны»). Это был один из первых инвалидных домов в Европе. Сегодня он по-прежнему принимает инвалидов, а также в нём располагаются несколько музеев и некрополь военных.

## До постройки дворца
Стремление прийти на помощь солдатам, потерявшим на войне способность содержать себя, проявилось во Франции ещё при Карле Великом, который наложил на монастыри обязанность принимать инвалидов в качестве служек; затем их стали назначать в гарнизоны небольших укреплений. В 1254 году Людовик IX учредил «Quinze-Vingts» для 300 рыцарей, ослеплённых сарацинами в крестовом походе. Генрих III образовал из инвалидов нечто вроде кавалерийского ордена, члены которого размещались по монастырям. Генрих IV в 1604 году поселил военных инвалидов в госпитале «Христианского милосердия», а Людовик XIII (1632) приказал основать в Бисетрском замке убежище для пострадавших на войне и лишённых средств к существованию офицеров и солдат.

## История
В 1670 году король Франции Людовик XIV принял решение построить богадельню для увечных и состарившихся солдат. Руководство работами в парижском пригороде Гренель (Grenelle) было поручено придворному архитектору Либералю Брюану, спроектировавшему пять дворов, из которых самый большой в центре — королевский. Работы велись с марта 1671 по февраль 1677 года, что довольно быстро, а первые пенсионеры заселились в октябре 1674 года. Изначально в Доме инвалидов предполагалось разместить 6000 ветеранов, но после перепланировки их число уменьшилось до 4000.

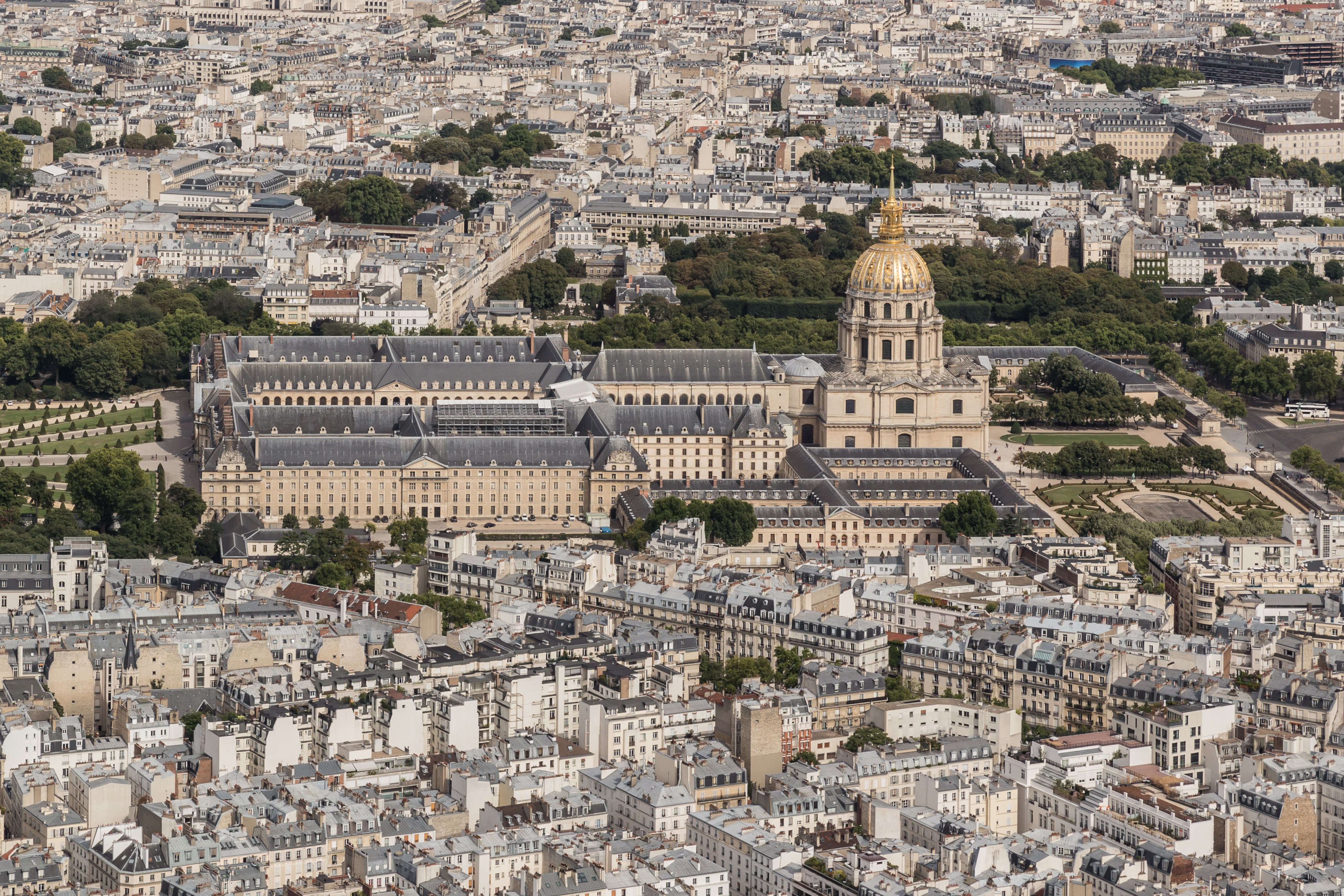
Вид на комплекс с Эйфелевой башни

Церковь, изначально спроектированная Брюаном, вероятно, не понравилась монарху, и её строительство с марта 1676 года было поручено Жюлю Ардуэн-Мансару, который работал также над входными павильонами и госпитальными помещениями. Строительство собора длилось почти тридцать лет и было закончено 28 августа 1706 года, в день вручения Людовику XIV ключей. Здание фактически двойное, хоть в архитектурном плане составляет единое целое: в нефе находится солдатская церковь, а часть с куполом стала купольной церковью. В 1873 году здание было окончательно поделено надвое большой стеклянной перегородкой.
В 1710 году Дом инвалидов содержал 1500 жильцов, а в конце XVIII века он превратился в город в миниатюре, жизнь в котором протекала в строгом подчинении своду церковных правил и военному регламенту, — его населяли около 4000 ветеранов, объединённых в роты под командованием офицеров и работавших в сапожной и гобеленной мастерских, а также в мастерской по раскрашиванию гравюр.
15 июля 1804 года в Церкви инвалидов на пышной официальной церемонии Наполеон I вручал офицерам самые первые ордена Почётного легиона. Церковь была возведена в ранг собора и стала местом службы армейского католического епископа (évêque catholique aux Armées).
Постепенно Дом инвалидов приобрёл значение как музей: в 1777 году сюда из Лувра была перенесена коллекция рельефных планов (макетов городов и крепостей), в 1872 здесь организован Музей артиллерии, в 1896 — Музей истории армии, два последних объединены в 1905 году в Музей армии.
В 1916 году главная медсестра Дома, Сюзанна Ленар, придумала символ национальной памяти Франции — «василёк Франции».
В 1942 году в здании прятались участники французского Сопротивления.
Сегодня в Доме инвалидов проживает примерно 100 пенсионеров и инвалидов французских войск. Администрация, которая о них заботится, называется «Национальный институт инвалидов» (l’Institut national des invalides).

## Архитектура

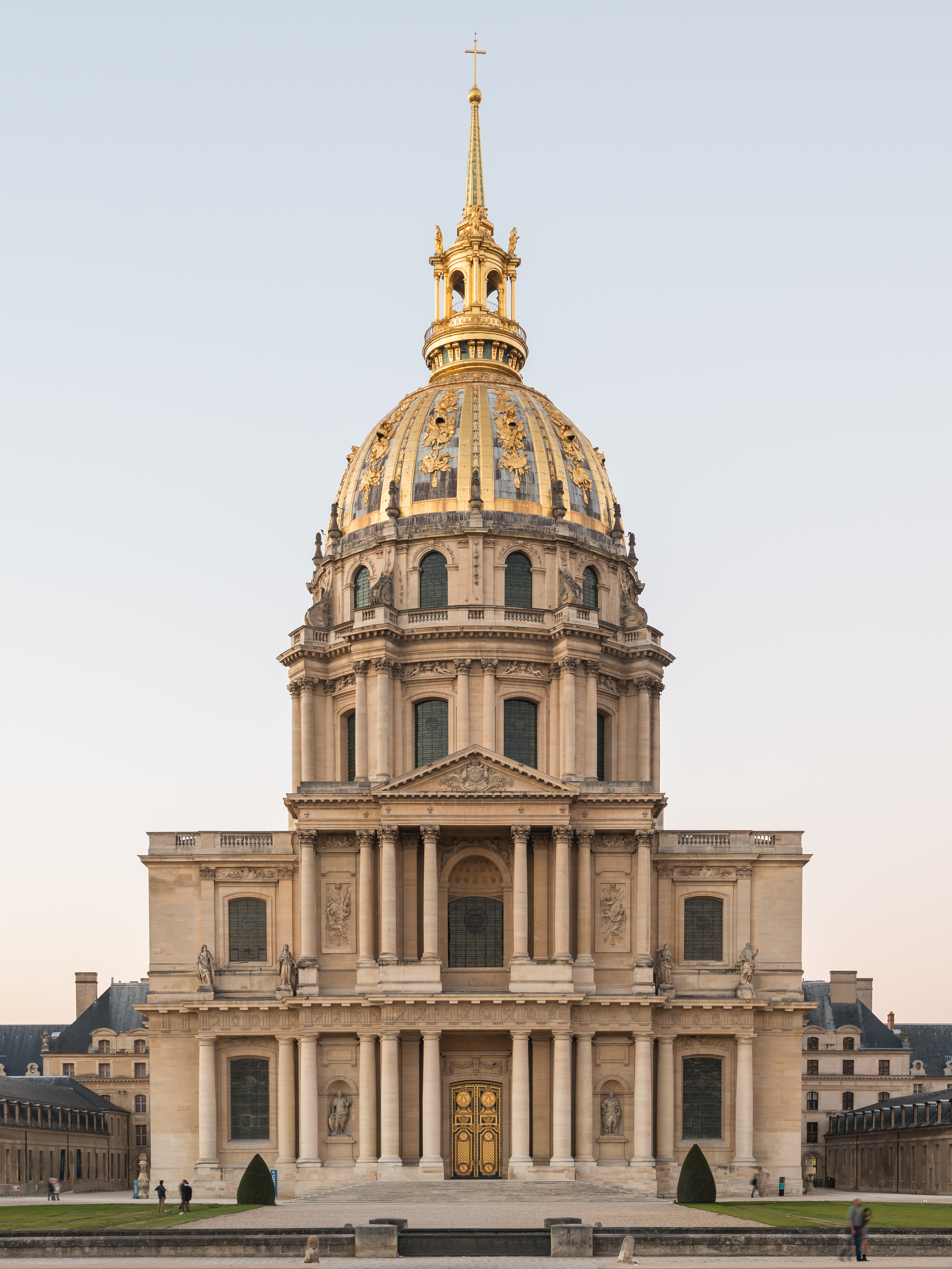
Собор Дома инвалидов с его знаменитым куполом со стороны авеню Брётёй

От набережной Сены и моста Александра III к Дому инвалидов ведёт Эспланада инвалидов — огромная площадь 500 × 250 м, созданная в начале XVIII века Робером де Котом, с обширными газонами и рядами деревьев. Благодаря эспланаде открывается вид на протяжённый (196 м) фасад Дома инвалидов. Перед ним установлен ряд старинных французских и трофейных пушек из коллекции Музея армии. Портал украшает барельеф с Людовиком XIV на коне. Центральный двор состоит из пяти дворов. Прямо напротив главного входа расположен собор Святого Людовика (cathédrale Saint-Louis-des-Invalides), пример архитектуры так называемого «большого стиля» эпохи Людовика XIV, соединяющего элементы классицизма и барокко.

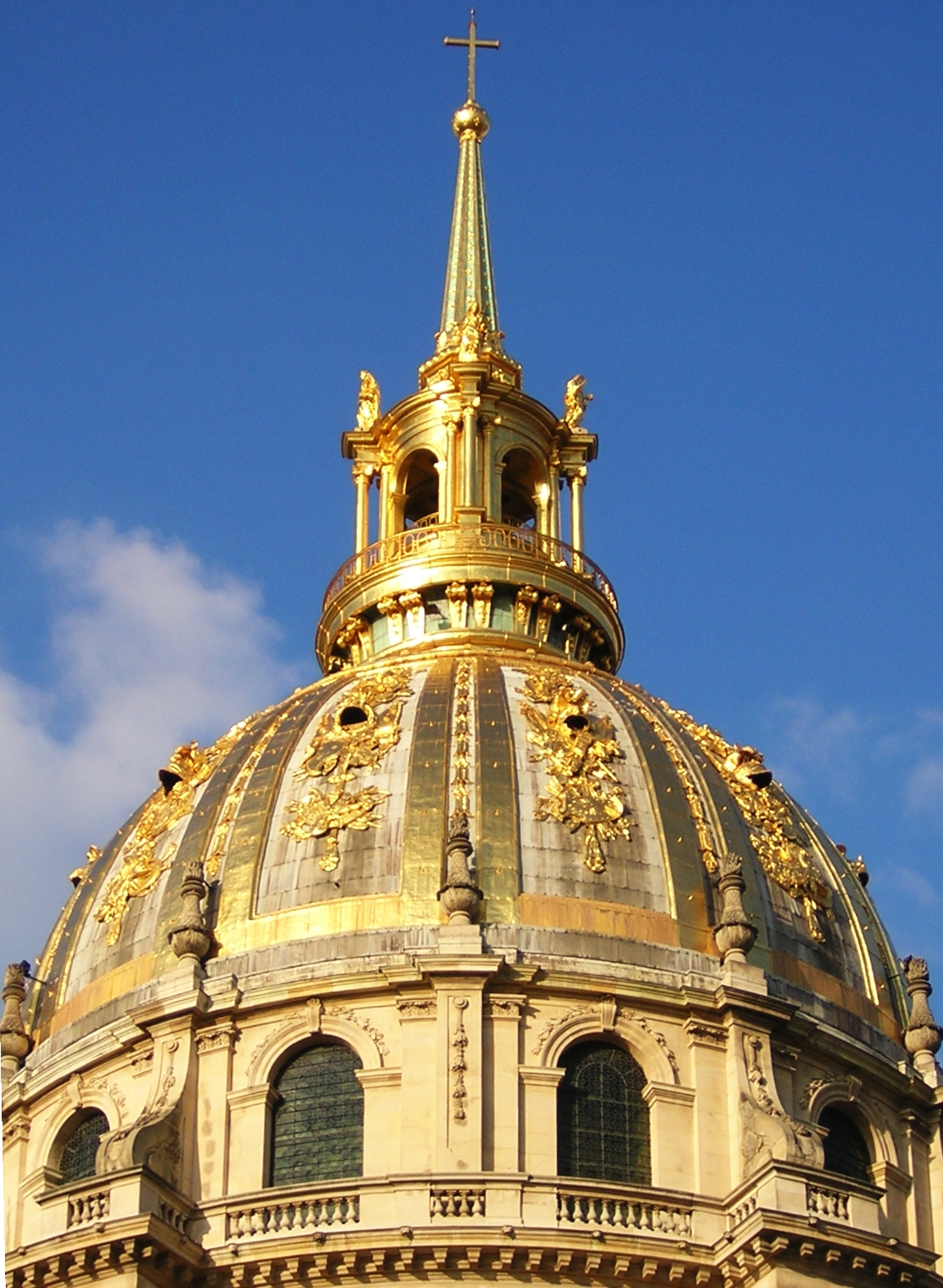
Купол собора

Церковь (позднее собор) Дома инвалидов в истории архитектуры занимает особое место. Его композиция представляет собой пример так называемой «французской схемы», изобретённой Ж. Ардуэном-Мансаром: крестовый план, колонные портики, барабан с «римским куполом», лантерна (световой фонарик) и шпиль на одной вертикальной оси. Такая схема соединяет многие элементы, но не имеет конкретных прототипов в классической архитектуре. Портики и купол напоминают о Греции и Италии, но шпиль и фонарь относят эту композицию к традициям зодчества Северной Европы. Со временем «французская схема» Ардуэн-Мансара стала образцовой для архитектуры неоклассицизма, например церкви Св. Женевьевы (Пантеона) Ж.-Ж. Суфло.
Фасад собора симметричен и сочетает в себе квадрат и круг. Центральная часть фасада выступает вперёд и акцентирована дорическими колоннами в первом ярусе и коринфскими во втором, а также портиком-фронтоном и статуями Людовика IX Святого и Карла Великого работы Кусту и Куазево. Колоннаду двойного ордера заканчивает высокий барабан в окружении парных колонн на первом этаже и больших окон на втором, откуда, поддерживаемый консолями, расположен купол диаметром в 27 метров с декором из военных трофеев. Барабан купола имеет два ряда окон, а всё сооружение венчает купольный фонарь со шпилем. Высота собора — 107 метров. Сверкающие на солнце вызолоченные трофеи купола и шпиль церкви Дома инвалидов являются одним из высотных ориентиров панорамы Парижа. Роспись купола в начале XVIII века осуществил Жан Жувене, а затем купол расписал Шарль де Лафосс фреской «Святой Людовик, полагающий свой меч к ногам Спасителя».
Использованная конструкция купола создаёт проблему освещения купольной росписи, для решения которой Жюль Ардуэн-Мансар использовал конструкцию, состоящую из двух куполов, вложенных друг в друга. Внутренний купол освещается нижним рядом окон, а в его центре сделано отверстие, через которое видна центральная часть внешнего купола, на которую падает свет из невидимых изнутри окон второго ряда.
Андре Моруа писал, что, по его мнению, Дом инвалидов представляет собой «самую сущность французского искусства»: «Его длинный фасад так же великолепен, как колоннада Лувра. Таинственно отступающий вглубь купол, соединение в нём зеленоватой бронзы и золота, очарование украшающих его трофеев — всё это объединяется, чтобы придать зданию и своеобразие, и классическое совершенство».
В 1989 году купол был заново позолочен, на что ушло 12 килограммов золота. Подкупольная фреска живописца Шарля де Лафосса также была отреставрирована.

## Пантеон военных
В Доме инвалидов похоронены известные французские военные разных эпох:

### Монархическая и революционная эпохи
- Руже де Лиль, Клод Жозеф (1760—1836) — автор Марсельезы
- сердце Вобана, Себастьена Ле Претр де (1633—1707) — выдающегося военного инженера и маршала Франции
- сердце Эммануэля Груши (1766—1847) — французского военачальника, маркиза, графа Империи, маршала Империи, генерал-полковника конных егерей, пэра Франции

### Деятели Первой империи
- Наполеон I Бонапарт (1769—1821)
- Жозеф Бонапарт (1768—1844)
- Жером Бонапарт (1784—1860)
- Наполеон II Бонапарт (1811—1832)

### Военачальники двух мировых войн
- Фош, Фердинанд (1851—1929) — маршал Франции

### Другие французские военные
- Беррюйе, Жан-Франсуа[англ.] (1737—1804) — французский дивизионный генерал.
- Гюден де ля Саблонньер, Сезар Шарль Этьен (1768—1812) — французский военный деятель, дивизионный генерал, граф.
- Бессьер, Жан-Батист (1768—1813) — маршал Империи, командующий конной гвардией Наполеона, герцог Истрийский.
- Дюрок, Жерар Кристоф Мишель (1772—1813) — французский военный и государственный деятель, дипломат, дивизионный генерал, герцог.
- Серюрье, Жан Матье Филибер (1742—1819) — французский военачальник, почётный маршал Франции, граф.
- Ларрей, Доминик Жан (1766—1842) — французский военный хирург, барон Империи, выдающийся новатор военно-полевой хирургии.
- Арриги́ де Казанова герцог Падуанский, Жан-Тома (1778— 1853) — французский генерал армии, сенатор, пэр Франции.
- Леруа де Сент-Арно, Арман Жак Ашиль (1798—1854) — маршал Франции.
- д’Орнано, Филипп Антуан (1784—1863) — французский генерал Наполеоновской армии, маршал Франции.
- Пелисье, Эмабль Жан-Жак (1794—1864) — французский военачальник, маршал Франции, герцог Малаховский.
- Гамеле́н, Фердина́нд Альфо́нс (1796—1864) — адмирал Франции, морской министр Франции.
- Рейно де Сен-Жан д’Анжели, Огюст Мишель Этьенн (1794—1870) — граф, маршал Франции.
- Мари-Эдм-Патрис-Морис де Мак-Мао́н, герцог де Мажанта (1808—1893) — французский военачальник и политический деятель, граф, маршал Франции, сенатор.
- Канробер, Франсуа Серте́н де (1809—1895) — маршал Франции, сенатор.
- Монури, Мишель Жозеф (1847—1923) — маршал Франции, военный губернатор Парижа.
- Нивель, Роберт Жорж (1856—1924) —  французский дивизионный генерал, главнокомандующий французской армией во время Первой мировой войны.
- Сарра́й, Мори́с (1856—1929) — французский военный деятель, дивизионный генерал.
- Доминик-Мари Гоше[фр.] (1853—1931) — адмирал Франции.
- Лиоте, Луи Юбер Гонсальв (1854—1934) — французский военачальник, маршал Франции, министр обороны Франции.
- Гепрат, Поль Эмиль Амабль (1856—1939) — французский вице-адмирал, участник Дарданелльской операции Первой мировой войны.
- Леклерк де Отклок, Филипп Франсуа Мари (1902—1947) — французский генерал времён Второй мировой войны, маршал Франции.
- Катру, Жорж Альбер Жульен (1877—1969) — французский военный и государственный деятель, дипломат, генерал армии, Великий канцлер ордена Почётного легиона.

## Могила Наполеона

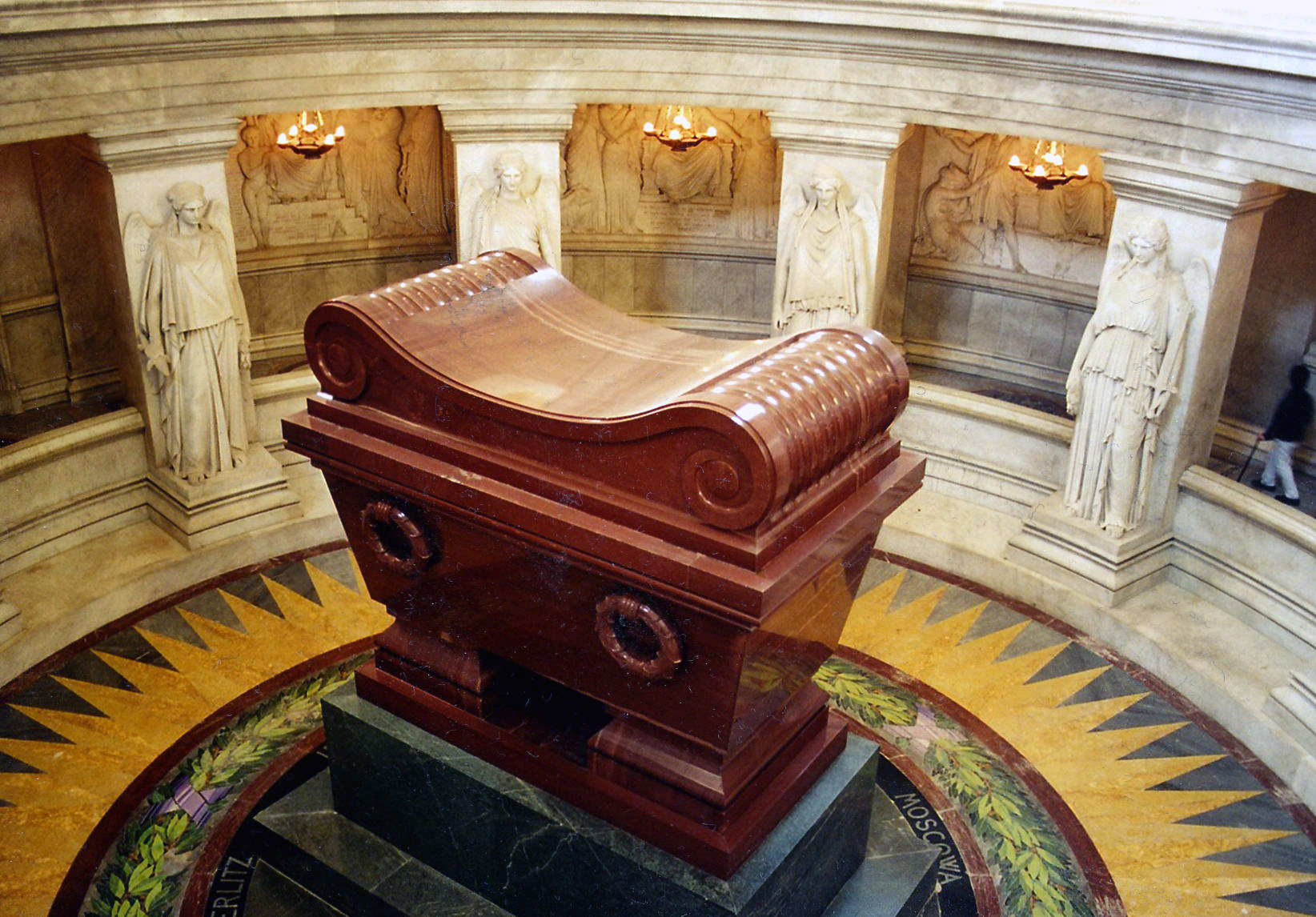
Крипта Наполеона I

Саркофаг из шокшинского малинового кварцита, ошибочно называемого красным порфиром или мрамором, с останками императора Наполеона располагается в крипте собора. Его охраняют две бронзовые фигуры, держащие скипетр, императорскую корону и державу. Гробницу окружают 12 статуй работы Жана Жака Прадье, посвящённых победам Наполеона.

## Музеи Дома инвалидов

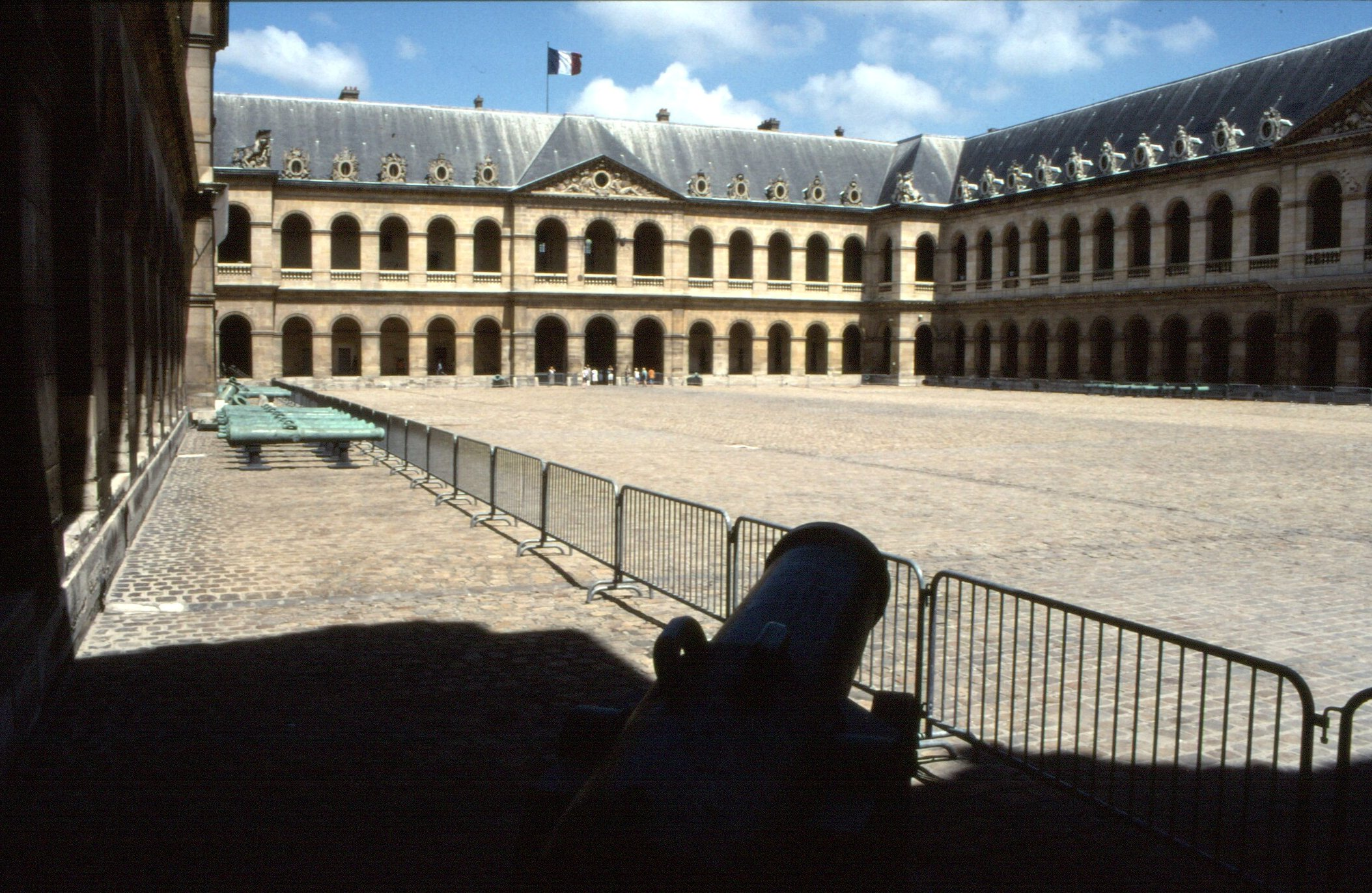
Парадный двор Музея армии

- Музей планов и рельефов обосновался в Доме инвалидов в 1777 году, переехав из дворца Тюильри. Коллекция, начатая в 1668 году министром военных дел при Людовике XIV, спустя 30 лет насчитывала уже 144 макета. До наших дней сохранилось около ста.
- Музей армии (создан в 1905 году) объединил Музей артиллерии (существовал с 1872 года, многие его экспонаты выставлены во внутреннем дворе) и Музей истории армии (1896 год).
- Музей ордена Освобождения
- Музей современной истории